# Allyn Vine
Allyn C. Vine (Garretsville, Ohio, 1 de Junho de 1914 — Woods Hole, Mass., 4 de Janeiro de 1994) foi um físico e oceanógrafo, durante cerca de 40 anos investigador na Woods Hole Oceanographic Institution, que se notabilizou pelo seu empenho no desenvolvimento de submersíveis capazes de visitar o oceano profundo. Foi um dos principais promotores do desenvolvimento da aplicação das técnicas de batitermografia à guerra submarina no decurso da Segunda Guerra Mundial, em particular na detecção de termoclinas. Foi homenageado com o nome de ALVIN (uma contracção do seu nome: Allyn + Vine) dado ao submersível ALVIN, um veículo pioneiro na investigação do mar profundo.

## Biografia
Allyn Collins Vine trabalhou na Woods Hole Oceanographic Institution de 1940 até 1984, trabalhando como físico de 1940 a 1950, como oceanógrafo físico entre 1950 e 1963 e como cientista sénior de 1963 a 1984. Apesar de aposentado, manteve-se até falecer ligado à instituição, colaborando como cientista emérito.
Iniciou a sua carreira académica em 1936, ano em que completou um bacharelato em Ciência (B.S.) no Hiram College (Hiram (Ohio)) estudando Física, Química e Matemática. Prosseguiu estudos nesse mesmo ano, obtendo em 1940 um mestrado (M.S.) em Física e Geofísica na Lehigh University. Nesse período de 1936 a 1940, sob a orientação de Maurice Ewing, dedicou-se à investigação da refracção das ondas sísmicas nos fundos oceânicos de grande profundidade. Nesse trabalho utilizaram um conjunto de instrumentos que eram descido até ao fundo do mar numa estrutura ligada a um cabo. No decurso desse projecto acabaram por conceber e construir equipamentos sismográficos registadores flutuantes ligados a sondas colocadas no fundo do mar e a cargas explosivas submarinas precisamente temporizadas. Também construíram algumas das primeiras câmaras capazes de fotografar no oceano profundo. Todos estes equipamentos foram concebidos e construídos pelos próprios investigadores.
O interesse de Vine pela oceanografia cresceu quando nas fotografias do fundo mar, que então se julgava um deserto azoico, surgiram variados organismos e amplas provas de actividade biológica e de uma inesperada biodiversidade.
Em 1941, quando já parecia inevitável o envolvimento directo ou indirecto dos Estados Unidos da América na Segunda Guerra Mundial, Vine transferiu-se para a Woods Hole Oceanographic Institution para trabalhar num projecto de aplicação militar financiado pelo National Defense Research Committee (Comité de Investigação para a Defesa Nacional). O projecto visava avaliar e desenvolver o uso do batitermógrafo, um equipamento capaz de estabelecer o perfil térmico da coluna de água no oceano, que havia sido inventado por Athelstan Spilhaus. Usando um equipamento que era descido preso por um cabo a partir de um navio, obtinha-se um perfil da temperatura da água em função da profundidade, o qual podia ser usado para calcular a velocidade de propagação das ondas sonoras na coluna de água e a sua refracção entre as diversas camadas. A partir desses dados eram criados modelos de propagação do ruído de navios e submersíveis, reveladoras de zonas de sombra e de profundidades onde um submarino se podia esconder, utilizados na guerra antissubmarina. Do seu trabalho resultou um novo modelo de batitermógrafo utilizável e submarinos e um programa de treino em acústica submarina que salvou muito milhares de vida norte-americanas e aliadas durante a Segunda Guerra Mundial. Foi também um dos oceanógrafos envolvidos os testes nucleares no atol de Bikini.
As ligações que criou durante o seu trabalho com as forças submarinas da Marinha dos Estados Unidos e com o Bureau of Ships, ligadas ao interesse que desenvolvera pelo estudo da oceanografia do mar profundo, fez dele um excelente defensor da utilização de submersíveis na investigação do fundo dos oceanos. Os seus esforços resultaram na aquisição pela Scripps Institution of Oceanography de um primeiro submarino (conhecido por Flip) para ser utilizado como plataforma de investigação.
Da sua persistência e da demonstração do potencial da pesquisa submarina resultou depois a construção de um submersível capaz de levar investigadores ao oceano profundo, a que foi dado o nome de ALVIN em sua honra. Entregue à Woods Hole Oceanographic Institution, o ALVIN continua a ser até à actualidade uma das mais bem sucedidas e versáteis plataformas de investigação do mar profundo de todos os tempos.
Ao longo da sua vida científica, Vine contribuiu ideias e conceitos inovadores no campo da instrumentação físico-química para o estudo das águas profundas, par o campo da acústica submarina, para a geologia dos fundos marinhos e para as plataformas de investigação oceânica. Contudo, a sua maior contribuição foi a abertura do oceano profundo à exploração por submersíveis.